# Richard Kahn
Richard Ferdinand Kahn, Baron Kahn (Hampstead, Londres, 10 de agosto de 1905 - 6 de junio de 1989), fue un economista británico.
Era hijo de Augustus Kahn, maestro de escuela alemán y judío ortodoxo y de Regina Schoyer. Creció en Inglaterra y fue educado en el St Paul's School, en Londres. Kahn recibió la Licenciatura en Artes en 1927, con la supervisión por Gerald Shove y John Maynard Keynes. En 1930 fue nombrado profesor asociado del King's College de la Universidad de Cambridge.
Trabajó en la Facultad de Economía y Política desde 1933 y entre 1939 y 1944 fue asesor económico del gobierno británico. En 1947 llegó a ser Director de Estudios para estudiantes de Economía del King's, cargo que mantuvo hasta 1951. Luego continuó como profesor de Economía durante 20 años.
Fue designado Comandante de la Orden del Imperio Británico en 1946 y llegó a ser socio de la Academia Británica en 1960. Recibió el título de Barón de Hampstead en la localidad londinense de Camden, el 6 de julio de 1965.
Como albacea testamentario de Keynes, se encargó de la recolección, edición y conservación de su obra.

## Ideas económicas
A Kahn se debe el concepto del multiplicador del empleo, que exlicó por primera vez en un artículo en 1931, el cual fue citado por Keynes en la Teoría general de la ocupación, el interés y el dinero, porque inspiró su multiplicador de la inversión.
El multiplicador del empleo de Kahn, es un coeficiente que relaciona un incremento en la ocupación primaria (por ejemplo por una inversión en obras públicas), con el incremento resultante en la ocupación total, al sumar el aumento de la ocupación secundaria con el de la ocupación primaria y define así la relación entre la ocupación global y la ocupación en las industrias de inversión. Enfatizó en el efecto expansivo, sobre el conjunto de la economía, provocado por un incremento en la inversión pública, que consideró como un instrumento de política económica en la lucha contra el desempleo.
Criticó la llamada síntesis neoclásica y la consideró como una distorsión.
Hizo aportes a la teoría de la competencia imperfecta, con estudios sobre el duopolio y el monopolio bilateral. Sus principales trabajos fueron publicados en 1972.